# Spelaeobochica allodentatus
Spelaeobochica allodentatus är en spindeldjursart som beskrevs av Volker Mahnert 200. Spelaeobochica allodentatus ingår i släktet Spelaeobochica och familjen Bochicidae. Inga underarter finns listade i Catalogue of Life.